# 영광 전씨
영광 전씨(靈光田氏)는 전라남도 영광군을 본관으로 하는 한국의 성씨이다. 시조 전종회(田宗會)는 운기장군(雲騎將軍)으로서 왕건(王建)을 도와 고려를 건국해 고려의 개국공신에 책록되었다.

## 참고 자료
- “영광전씨(靈光田氏)”. 뿌리를 찾아서.[깨진 링크(과거 내용 찾기)]